# Tony Fuochi
Tony Fuochi, all'anagrafe Antonio Luigi Fuochi (Cremona, 25 aprile 1955 – Padova, 14 febbraio 2022), è stato un doppiatore italiano.

## Biografia
Nato a Cremona, nel 1987 Tony Fuochi iniziò a lavorare come annunciatore per Radio Notte Network, il programma notturno di Radio Padova, dove inventò il personaggio di Jack il barista. Le sue qualità vocali furono notate dal direttore del doppiaggio Cip Barcellini e ottenne i primi ruoli come doppiatore a Milano, principalmente di personaggi dei cartoni animati corpulenti o malvagi. In breve tempo ebbe modo di doppiare protagonisti, a partire da Rambo nell'omonima serie animata distribuita in Italia quello stesso anno.
Nel 1990 ottenne uno dei ruoli per cui è maggiormente conosciuto, quello di Ikki di Phoenix nella serie I Cavalieri dello zodiaco; nella stessa serie, come la maggior parte del cast vocale italiano, doppiò anche altri personaggi, tra cui Aldebaran del Toro. In seguito continuò a doppiare il personaggio in tutte le sue apparizioni fino al film I Cavalieri dello zodiaco - La leggenda del Grande Tempio (2014), che fu anche il suo ultimo ruolo come doppiatore. Sempre nei primi anni 1990 doppiò Mario in tutte le serie animate di cui è protagonista. Tra i personaggi da lui doppiati spiccano anche Casa nella serie animata Scuola di polizia, lo Stregone del Toro nei doppiaggi Mediaset del franchise di Dragon Ball, Giovanni (il capo del Team Rocket) nelle prime sette stagioni di Pokémon, Zodd in Berserk e Megatron in Rombi di tuono e cieli di fuoco per i Biocombat e Transformers: Prime.
A partire dagli anni 2000 doppiò anche diversi personaggi dei videogiochi, tra cui Kleiver in Jak 3, Efesto in God of War III, Master Yi in League of Legends e Samael in Darksiders e Darksiders II.
È morto il 14 febbraio 2022, all'età di 66 anni, nell'ospedale civile di Padova, in cui era ricoverato da circa un mese per COVID-19.

## Doppiaggio

### Cinema
- John Goodman in Masked and Anonymous
- Patrick Gorman in Gettysburg
- David Hemmings in Slap Shot 2 - Sfida sul ghiaccio
- Michael Lerner in The Calcium Kid
- Tony Genaro in Tremors 3 - Ritorno a Perfection
- J.E. Freeman e Lou Carlucci in Tremors 4 - Agli inizi della leggenda
- Gérald Marti in Diamond 13
- Obba Babatundé in Due sballati al college
- Aleksandar Berček in Promettilo!
- Janos Papp in Tutti i rumori del mare
- Tsutomu Yamazaki in Space Battleship Yamato

### Film d'animazione
- Phoenix in I Cavalieri dello zodiaco - La dea della discordia (primo doppiaggio), I Cavalieri dello zodiaco - L'ardente scontro degli dei (primo doppiaggio), I Cavalieri dello zodiaco - La leggenda dei guerrieri scarlatti (primo doppiaggio), I Cavalieri dello zodiaco - L'ultima battaglia (primo doppiaggio), I Cavalieri dello zodiaco - Le porte del paradiso, I Cavalieri dello zodiaco - La leggenda del Grande Tempio
- Tartaruga in Dragon Ball - Il torneo di Miifan (ridoppiaggio) Dragon Ball - Il cammino dell'eroe (ridoppiaggio)
- Nicolas anziano ne La leggenda di Santa Claus
- Capitano O'Lairy in Harmagedon - La guerra contro Genma
- Genichiro Izayoi in Demon City Shinjuku, la città dei mostri
- Crocket in Yu-Gi-Oh! - Il film
- Re Waldo in Hammerboy
- Edmond Honda in Street Fighter II: The Animated Movie
- Borgoff in Vampire Hunter D: Bloodlust
- Re Calvin in Alla ricerca di Babbo Natale
- Orcarossa in Ken il guerriero - La leggenda di Raoul
- Principe in Romeo e Giulietta - Amore all'ultima pinna
- Ganzo in One Piece - Per tutto l'oro del mondo
- Shabadaba in Naruto - Il film: I guardiani del regno della luna crescente
- Stregone del Toro in Dragon Ball Z - La vendetta divina (ridoppiaggio)
- Dorodabo in Dragon Ball Z - La sfida dei guerrieri invincibili (ridoppiaggio)
- Excess Money in Dragon Ball Z - La minaccia del demone malvagio (ridoppiaggio)
- Romeo in Dragon Ball Z - Il diabolico guerriero degli inferi (ridoppiaggio)

### Serie televisive
- Joe Ponazecki e Eugene Troobnick in Sentieri
- Glenn Shadix in 4 tatuaggi per un super guerriero
- Kyle Jordan in Beetleborgs - Quando si scatena il vento dell'avventura
- Marcos Moreno in Dolce Valentina

### Serie animate
- Stregone del Toro, Tartaruga e Tamburo in Dragon Ball, Dragon Ball Z, Dragon Ball Z - La storia di Trunks e Dragon Ball GT
- Mario in Super Mario, Le avventure di Super Mario (1990) e Le avventure di Super Mario (1991)
- Dottor Julian Ivo Robotik ne Le avventure di Sonic, Sonic
- Megatron in Rombi di tuono e cieli di fuoco per i Biocombat, Transformers: Prime
- Ikki di Phoenix, Nachi di Wolf (4ª voce), Black Phoenix, Aldebaran di Taurus (1ª voce), Camus dell'Acquario (1ª voce), Thor (2ª voce), Krishna di Crisaore, Cassios (1ª voce) e Docrates (2ª voce) ne I Cavalieri dello zodiaco
- Gol D. Roger, Higuma, Brogi, Bagy il Clown (1ª voce) e Blueno (1ª voce) in One Piece
- Forge, Fenomeno, D'Ken e Omega Red (2ª voce) in Insuperabili X-Men
- Re stregone, Re (Cenerentola) e personaggi vari in Le fiabe son fantasia
- Ikki di Phoenix e Aldebaran di Taurus (2ª voce) ne I Cavalieri dello zodiaco - Saint Seiya - Hades
- Uomo d'argilla e Killer Croc in Batman[6]
- PaniK e padre di Marik Ishtar in Yu-Gi-Oh!
- Drakon ne I cavalieri del drago
- Tigna in C'era una volta... l'uomo (2ª edizione)
- Fatman in Imbarchiamoci per un grande viaggio
- Pesce Citrullo (1ª Voce) in SpongeBob
- Walker in Danny Phantom
- Commissario ne I Flintstones - Yabba Dabba Do!
- Beethoven in Beethoven
- House in Scuola di polizia
- Sam in Le avventure di Jimmy Neutron
- Giovanni in Pokémon
- Conte Dorincourt in Piccolo Lord
- Eric Raymond in Jem
- Mosè (1ª voce) in Lupo Alberto
- Bombarda in Tiramolla Adventures
- Sambigliong in All'arrembaggio Sandokan!
- Sig. Nabe in A tutto gas
- Sir Gawain in Principe Valiant
- Sindaco Big Ben Healy in Junior combinaguai
- Mr. Col in Mille note in allegria con la Mozart Band
- Alfonso "Al" Andretti in Un oceano di avventure
- Slobster in Street Sharks - Quattro pinne all'orizzonte
- Principe Per Non Ridere in Pepin - Un piccolo eroe per una grande leggenda
- Zodd in Berserk
- Enma in Naruto
- Oonoki in Naruto Shippuden (ep. 199-286)
- Walter Logan in Roswell Conspiracies
- Iron Will in My Little Pony - L'amicizia è magica
- Iperbot in Transformers: Super-God Masterforce
- Tom Anderson in Beavis and Butt-head
- Imperatore Bob in Mostruosi marziani - Butt-Ugly Martians
- Edward Buxton in Il segreto della sabbia
- Colonnello Ross in Sherlock Holmes - Indagini dal futuro
- Gregor (1ª voce) in Un pizzico di magia

### Videogiochi
- Kleiver in Jak 3[7] e Jak X[8]
- Wonkers, Mercante di Spezie, Alvin Peats e Azadi in Dreamfall: The Longest Journey[9]
- La Morte, Re Riccardo I d'Inghilterra, Marco Antonio e Francesco Portinari in Dante's Inferno[10]
- Mammoth, Streetguard e Baboonguard in Sly Cooper: Ladri nel Tempo
- Douglas Holiday, Phil Vecchio e Voci al Telefono in F.E.A.R.[11]
- Lord Jaraxxus, Baine zoccolo sanguinario e Veggente di Thrallmar in Hearthstone[12]
- Frank Barnes e San Pietro in Faust - I 7 giochi dell'anima[13]
- Godric ed Erasial in Heroes of Might and Magic V[14]
- Samael e Arso Consiglio in Darksiders[15]
- Padre Corvo/Narratore e Samael in Darksiders II[16]
- Douglas Holiday in F.E.A.R. Extraction Point[11]
- N. Trance in Crash Nitro Kart
- Ace Hardlight in Ratchet:  Gladiator
- Master Yi in League of Legends
- Sartan in Dungeon Siege II[17]
- Efesto in God of War III[18]
- Osiris in Destiny[19]
- Vincent Perez in Uncharted: L'abisso d'oro
- Generale Joseph Lente in Killzone[20]
- Generale Alister Azimuth in Ratchet & Clank: A spasso nel tempo
- Dottor Nelson in Alan Wake[21]
- Pedone in Infamous
- Dr. Wolfe in Infamous 2[22]
- Sergente veterano Sidonus e kapoguerra Grimskull in Warhammer 40.000: Space Marine[23]
- Ag. Spec. Camerino in Need for Speed: Rivals[24]
- Miraak in The Elder Scrolls V: Skyrim
- Robert Faulkner in Assassin's Creed III[25]
- Ammiraglio Briggs in Call of Duty: Black Ops II[26]
- Detective Harvey Bullock in Batman: Arkham Origins[27]
- Narratore della campagna di Gengis Khan in Age of Empires II: The Age of Kings[28]
- Garth in Fable 2[29]
- Willem Van Der Mark in Anno 1404[30]
- Johann Schmidt/Teschio Rosso in Captain America: Il super soldato[31]
- Ah Puch in Dangerous Heaven: La leggenda dell'Arca[32]
- Esploratore Anziano in Disneyland Adventures[33]
- Xur in Destiny 2[34]
- Nikolai in Tomb Raider [35]

## Filmografia
- Arriva Cristina – serie TV, episodi 1x12-1x19-1x34 (1988)
- Cri Cri – serie TV, episodio 1x02 (1990)